# گابریلو کاروتی
گابریلو کاروتی (انگلیسی: Gabriello Carotti؛ زادهٔ ۲۵ نوامبر ۱۹۶۰) بازیکن فوتبال اهل ایتالیا است.
از باشگاه‌هایی که در آن بازی کرده‌است می‌توان به باشگاه فوتبال آ.ث. میلان، باشگاه فوتبال ویچنزا، باشگاه فوتبال آسکولی، و باشگاه فوتبال رجانا اشاره کرد.